# Schiffsbrücke (Mainz)

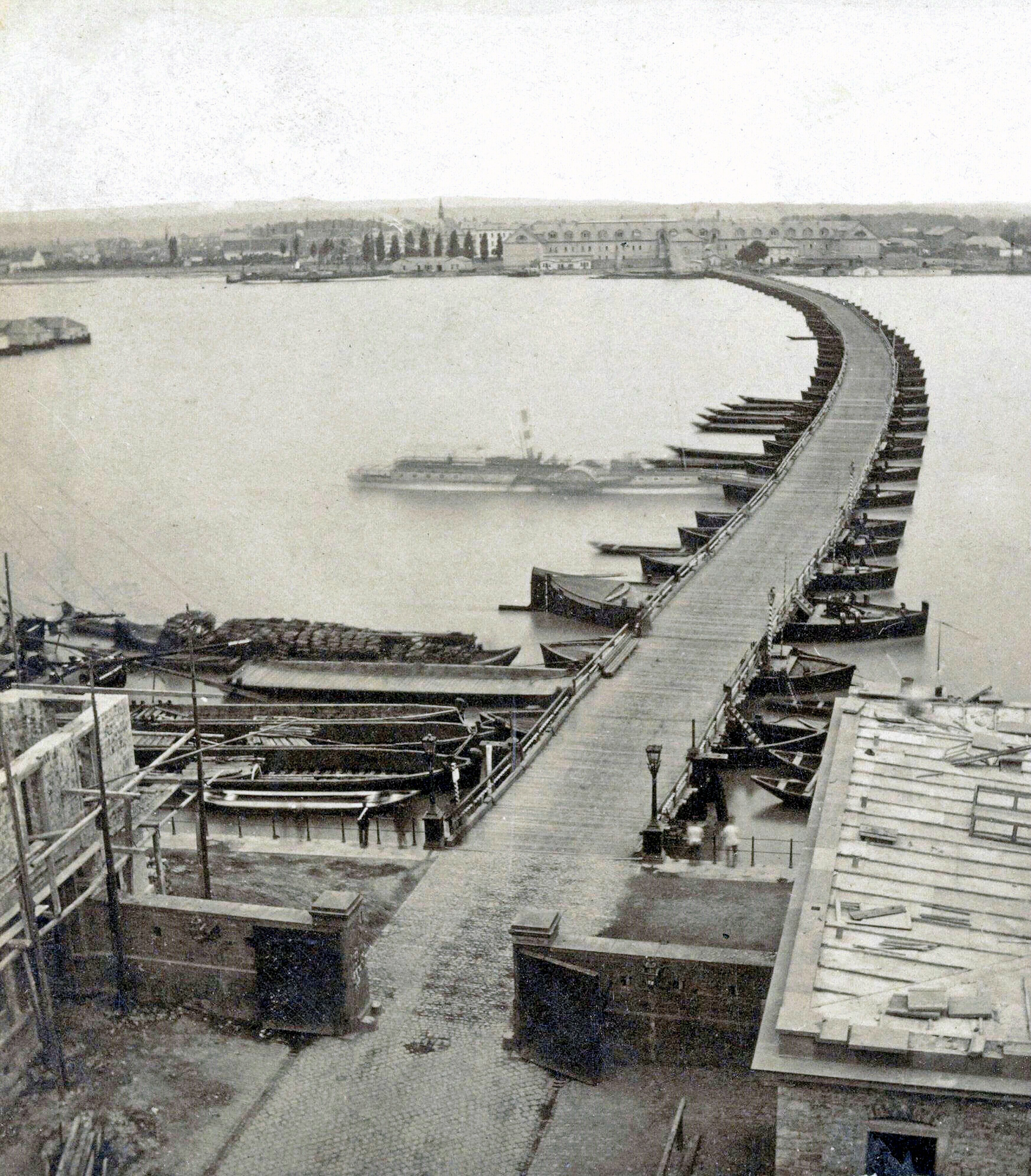
Die Schiffsbrücke um 1870

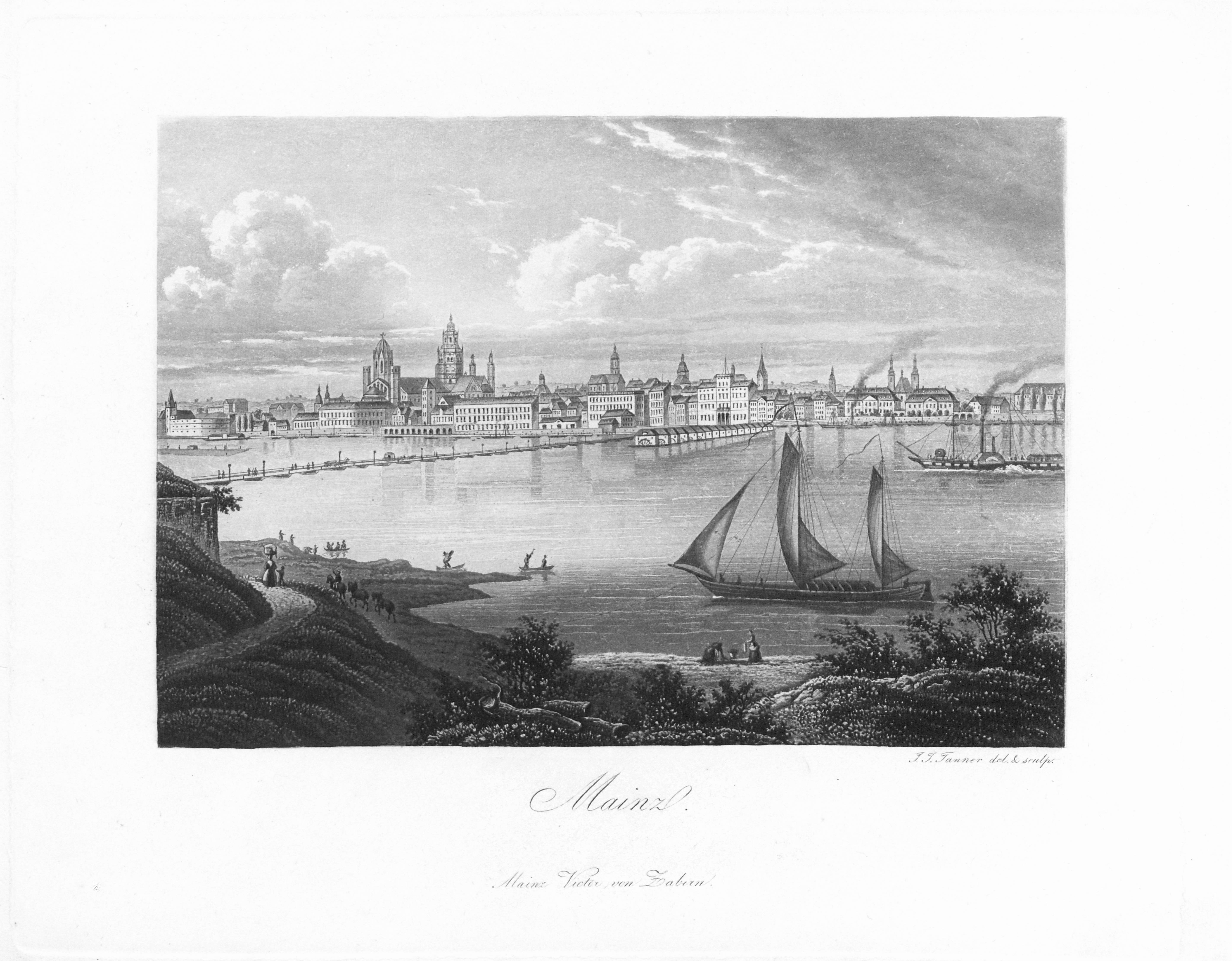
Schiffsbrücke und Rheinmühlen vor Mainz aus: Andenken an den Rhein: eine Sammlung der schönsten Ansichten des Rheins zwischen Mainz und Cöln, gezeichnet und gestochen von J. J. Tanner

Eine Schiffsbrücke überbrückte den Rhein zwischen Mainz und Kastel von 1661 bis zu ihrem Ersatz durch eine feste Brücke im Jahre 1885. Sie war zunächst eine gebogene Pontonbrücke und wurde 1844 mit eisernen Pontons modernisiert und zu einer geraden Brücke umgebaut.

## Geschichte
Nachdem Mainz mit der Zitadelle und vorgelagerten Forts bereits vor dem Dreißigjährigen Krieg einen festungsartigen Charakter hatte, ließ Kurfürst Johann Philipp von Schönborn die Stadt zu einer zusammenhängenden Festung ausbauen. Für die Verbindung der Festungsanlagen an beiden Ufern des Rheins sorgte eine Schiffsbrücke. Zur Finanzierung des erweiterten Festungsbaus wurde vom Kurfürst auch der Brückenzoll der Schiffsbrücke herangezogen, denn hierfür benötigte das Kurfürstentum riesige Geldsummen.
Am 12. Mai 1661 wurde die Schiffbrücke für den Verkehr eröffnet, der Brückenzoll betrug einen Kreuzer pro Person. Diese Maut wurde vom Rheinbrückenmeister und seinen Knechten, die alle dem Rentmeister unterstanden, eingezogen. Die Gebührenordnung hierfür, in der alle Stände und Personen gleich behandelt wurden, stammt vom Nikolaustag 1659, nur die Bettelorden waren von der Maut befreit.
Auf 48 hölzernen Kähnen überspannte die Fahrbahn den Rhein in einer Länge von 500 Metern. Um Schiffen die Durchfahrt zu ermöglichen, wurden jeweils zwei oder drei Jochbögen ausgefahren. 1844 wurden die hölzernen Kähne durch eiserne ersetzt und das Ausfahren der Joche von Hand durch Dampfmaschinen abgelöst. Bei Hochwasser und Eisgang musste die Schiffbrücke in ihren Sicherheitshafen gefahren werden.

## Fortifikation
Bereits Gay de Vernon beschreibt in seinem Werk Traité élémentaire d’art militaire et de fortification die Notwendigkeit zu einer stärkeren Befestigung des Brückenkopfes. Er konnte General Custine von der Dringlichkeit des Ausbaues überzeugen, so dass acht Bataillone über vier Monate im sehr strengen Winter 1792/1793 die Fortifikation des Brückenkopfes bastionär ausbauten.
Zum Schutz der Nordostseite der Schiffsbrücke wurde zunächst von der französischen Geniedirektion das Fort Großherzog von Hessen, später auf Geheiß des Deutschen Bundes 1832 die Reduit von österreichischen Pionieren unter Leitung des österreichischen Ingenieur-Generals Franz von Scholl für 326.000 Gulden errichtet. Zur Sicherung der Unabhängigkeit bot sie Raum für das Zollamt und eine entsprechende Garnison. Die Bastion von Schönborn schützte die Brücke zusätzlich auf der südöstlichen Flanke und war zugleich Anlegestelle für das Trajektboot der Königlichen Eisenbahndirektion Frankfurt, das dem Verkehr zwischen Mainz und dem Kasteler Bahnhof der Taunus-Eisenbahn zur Weiterfahrt nach Frankfurt diente.
Mit Bau der Rheinbrücke zwischen 1882 und 1885 wurde die Schiffbrücke entbehrlich und nach Mülheim verkauft. Dort war sie noch bis 1927 in Betrieb.